# ژان-کلود گارد
ژان-کلود گارد (فرانسوی: Jean-Claude Garde‎؛ زادهٔ ۱۲ سپتامبر ۱۹۶۰) دوچرخه‌سوار اهل فرانسه است.
از باشگاه‌هایی که در آن رکاب زده‌است می‌توان به تیم دوچرخه‌سواری سیستم یو اشاره کرد.